# Bitwa pod Chryzopolem (988)
Bitwa pod Chryzopolem – starcie zbrojne, które miało miejsce w roku 988 (lub na początku 989 roku) w trakcie bizantyńskiej wojny domowej, pod miastem Chryzopol (Chrysopolis) leżącym naprzeciw Konstantynopola, po drugiej stronie cieśniny Bosfor.

## Sytuacja przed bitwą
Latem 987 Bardas Fokas, pretendent do tronu Bizancjum, po zdobyciu kontroli nad azjatycką częścią imperium, ruszył na Konstantynopol z zamiarem przejęcia władzy. Z jego polecenia były katepan Italii Kalokyros Delphinas stanął z częścią wojsk w Chryzopolu naprzeciw Konstantynopola, celem wywarcia presji na mieszkańców miasta i samego cesarza, skłonienia go do abdykacji (obóz buntowników widać było z okien pałacu). Sam Bardas Fokas rozpoczął oblężenie twierdzy Abydos (nad Hellespontem), której upadek odciąłby stolicę od dostaw żywności. Pozycja cesarza Bazylego II była niepewna, w samym mieście cieszył się pewnym poparciem, które jednak stopniowo słabło. Dysponował tylko europejską częścią armii, dodatkowo osłabioną w bitwach z Bułgarami. Zajęcie posiadłości w Azji Mniejszej przez buntowników pozbawiło go większej części dochodów z podatków. W tej sytuacji zażądał on i uzyskał posiłki wojskowe od władcy Rusi, wielkiego księcia kijowskiego Włodzimierza  I Wielkiego, w zamian za rękę swojej siostry Anny i chrzest Rusi. Miarą desperacji cesarza może być fakt, że był to pierwszy (i ostatni) przypadek w historii Bizancjum kiedy to rzymska księżniczka czystej krwi ("zrodzona w purpurze") poślubiła wodza barbarzyńców. Prawdopodobnie zimą 987/988 co najmniej 6000 żołnierzy zasiliło siły Bazylego II. Byli to w większości Waregowie, najemnicy pozostający wcześniej na służbie Włodzimierza. Możliwe, że wielki książę pozbył się w ten sposób żołnierzy na których żołd nie było go stać.

## Bitwa pod Chryzopolem
W bitwie pod Chryzopolem, pod wodzą Bazylego II, Waregowie przeprawili się nocą przez Bosfor, zaskoczyli i rozbili ucztujących przy stołach (prawdopodobnie pijanych) żołnierzy Kalokyrosa Delphinasa, wykazując się przy tym dużym męstwem i zaciekłością.

## Konsekwencje
Delphinas został wzięty do niewoli i zginął nadziany na pal lub ukrzyżowany, co było prawdopodobnie manifestacją determinacji cesarza i ostrzeżeniem dla buntowników. Było to pierwsze zwycięstwo Bazylego II. Jego kontynuacją była bitwa pod Abydos. Będąc pod wrażeniem odwagi oraz skuteczności Waregów, okazanej w tej i kolejnych bitwach, cesarz ustanowił na ich bazie instytucję osobistej gwardii wareskiej, jako przeciwwagi dla niepewnych politycznie oddziałów bizantyjskich. Do końca życia cesarz pozostawał podejrzliwy w stosunku do arystokracji bizantyjskiej.